# Ariandes
Ariandes, noble persa que se convirtió en el primer sátrapa de Egipto.

## Contexto histórico
En el 526 a. C. falleció el faraón egipcio Ahmose II. Fue sucedido por su hijo Psamético III, quien se encontró frente a una crisis que se había estado gestando desde hacía años: los persas amenazaban con invadir su territorio. De hecho, había sido el mismo Ahmose el que había provocado la agresión al aliarse con el rey lidio Creso, quien, malinterpretando un vaticinio del Oráculo de Delfos, atacó a los persas de Ciro II en el 547 a. C. creyendo que podría destruir a un gran imperio, lo que de hecho consiguió, al perder el suyo propio. Ciro se convirtió así en el nuevo rey de Lidia, y no era un hombre que olvidara un insulto. Ocho años después derrotó al Imperio Babilónico dejando una guarnición en Gaza, peligrosamente cerca de las fronteras egipcias. Cuando Ciro fue sucedido por su hijo Cambises II en el 530 a. C., el nuevo rey heredó la guerra contra Egipto, y Psamético heredó igualmente la guerra de su padre.
La guerra no duró mucho. Los persas se habían preparado cuidadosamente. La flota egipcia rehuyó el combate y después de una sola batalla cerca de Pelusio (actual Puerto Saíd), los persas crearon una cabeza de puente en la parte este del delta del Nilo. La caída de Menfis era cuestión de tiempo y Psamético fue hecho cautivo. Cuando posteriormente intentó rebelarse, fue ejecutado.
Cambises permaneció en Egipto hasta el 522 a. C. intentando conquistar Nubia. Esta campaña no fue satisfactoria pero Cambises acabó recibiendo tierra y agua, elementos representativos de sumisión, del rey griego Arcesilao III de Cirene. El rey persa probablemente deseó quedarse más tiempo en Egipto, pero al final de la primavera se enteró de que su hermano Esmerdis se había rebelado usurpando el poder. Cambises se dirigió entonces de vuelta a Asia.

## Ariandes, sátrapa
Al dejar el país del Nilo, dejó atrás a un noble persa llamado Ariandes como sátrapa. Su trabajo consistía en recaudar impuestos (20 toneladas de plata por año), administrar justicia y proteger el imperio persa (la palabra "sátrapa", khšaçapavan en persa, significa "protector del reino"). Para asegurar la paz, Ariandes podía usar las guarniciones persas que estaban estacionadas en diversos lugares, como en la antigua capital Menfis, Pelusio y Elefantina, lejos en el sur. Es interesante conocer que la guarnición de Elefantina estaba formada por soldados judíos.
Ariandes tuvo que afrontar el primer problema muy pronto: un hombre llamado Petubastis se rebeló, probablemente en octubre o noviembre del 522 a. C. Esto habría sido un grave problema en cualquier caso, pero tal y como se desarrolló, era aún peor. Ariandes no podía contar con la ayuda del ejército persa, lo que habría sido lo normal. La causa de la revuelta nos es desconocida, pero debe remarcarse que el escritor militar griego Polieno ofrece un relato confuso acerca de una rebelión contra Ariandes causada por sus elevados impuestos.
Cambises falleció, probablemente de causas naturales, en Siria, dejando al ejército sin líder. Al mismo tiempo se descubrió que el rey rebelde no era en realidad el hermano de Cambises, quien tiempo atrás había sido secretamente asesinado por orden del rey, sino un mago llamado Gaumata. El “portador de la lanza” (cargo muy importante de la corte) del rey, Darío I fue elegido general del ejército, marchando entonces a Media, donde con la ayuda de otros seis compañeros asesinó al usurpador el 29 de septiembre de 522 a. C., convirtiéndose en nuevo rey. Probablemente habría deseado entonces enviar refuerzos a Ariandes, pero tuvo que enfrentarse con una guerra civil contra el noble Vahyazdata y con rebeliones generalizadas por todo el reino, como las de Babilonia y Media, las cuales duraron hasta el diciembre del año siguiente.
No sabemos cómo se las arregló Ariandes en la crisis egipcia, pero finalmente fue capaz de restaurar el orden. A pesar de que los rebeldes egipcios son mencionados en la inscripción de Behistún, nuestra mejor fuente para los años 522 al 520 a. C., no se lee nada acerca de refuerzos enviados a Ariandes. La situación había sido lo suficientemente seria para Darío como para visitar Egipto tan pronto como le fuera posible. El 18 de septiembre del 518 a. C., Darío finalmente llegó.

## Consejero inteligente de Darío
Ariandes había tenido cuatro años y medio para conocer el país y sabía cómo ganar simpatías hacia la dominación persa. Pasó que, unas semanas antes de la llegada de Darío, el toro Apis, una manifestación del dios de Menfis Ptah, había muerto. Durante su visita, el rey persa enterró al animal y ordenó la búsqueda de un nuevo Apis, que fue encontrado el 9 de noviembre. Sin duda, Ariandes había explicado al rey como comportarse frente al extraño dios. También debió ser él quien aconsejó a Darío que ofreciera regalos preciosos en el templo de Neit en Sais y en el santuario de Osiris en Busiris. En Hibis en el oasis de El-Jarga, en el oeste del desierto, el Gran Rey dedicó un templo a Amón, aunque es probable que Psamético II hubiera empezado anteriormente la construcción.
Otra orden real fue que Ariandes (quien sin duda había aconsejado al rey que diera la orden) tenía que invitar a los hombres sabios de Egipto para recoger las viejas leyes faraónicas. A pesar de que las autoridades aqueménidas eran siempre tolerantes con las naciones subyugadas, esta medida no tuvo paralelismo con ninguna otra. Parece que Ariandes realmente respetaba la civilización egipcia.
Continuó la política exterior de los últimos faraones, quienes habían tratado de conquistar Cirenaica en el oeste. El sátrapa tuvo más éxito que los reyes egipcios. Cuando el rey Arcesilao de Cirene fue expulsado y asesinado (hacia el 512 a. C.), su madre Feretima invitó a los persas. Esto era el pretexto que Ariandes necesitaba. Aceptó la invitación y envió un ejército comandado por un persa llamado Badres y un egipcio llamado Amasis, posiblemente un hijo de Psamético III (a pesar de que el historiador griego Heródoto de Halicarnaso cree que era persa). Capturaron la ciudad Barca, probablemente porque Feretima y su nieto, Bato pudieron asegurar el tributo de Cirene, por lo que no había razón para tomar esta ciudad.
Darío y Ariandes también ordenaron excavar un canal entre el Nilo y el Mar Rojo. La idea no era original: de nuevo, los persas seguían la política de los faraones: Necao II había contemplado con anterioridad esta idea. Fue terminado en el 497 a. C.

## El fin del sátrapa
Es posible que Ariandes estuviera ya muerto en esa fecha. Según Heródoto, fue ejecutado por Darío como castigo por haber acuñado moneda de plata de una gran calidad tras haber acuñado el propio Darío moneda de oro.
Esta historia presenta varios problemas. En primer lugar ningún numismático ha identificado nunca estas monedas. En segundo lugar, es muy improbable que la causa real del enfado de Darío fuera la pureza de las monedas de plata de Ariandes. Y en último lugar, era casi imposible deponer a un sátrapa de Egipto, ya que ningún ejército podría cruzar fácilmente el desierto del Sinaí. Quizás la causa haya que buscarla en otros hechos.
En el 499 a. C., los griegos de Jonia se habían rebelado y los persas necesitaban desesperadamente una flota. Los griegos habían ocupado parte de Chipre y la lealtad de las ciudades fenicias era dudosa: si Chipre caía, ellas serían las primeras en ser atacadas, y algunas ciudades fenicias de Chipre vacilaron. Se necesitaba una flota leal y Egipto ofreció una.
Sin embargo, Ariandes, quien había sido sátrapa durante un cuarto de siglo, era un incordio, simpatizaba demasiado con los egipcios. Darío recelaba del sátrapa y tenía que reemplazarlo. Escondiendo el motivo real, acudió a Egipto con la excusa de la apertura del nuevo canal, y cuando había llegado sano y salvo junto con su cuerpo privado de guardaespaldas en el 497 a. C., hizo arrestar a Ariandes y lo ejecutó.
Esta reconstrucción de los hechos es muy especulativa y deja preguntas por contestar, pero no es imposible. No sabremos nunca la verdad, a menos que se descubran nuevos documentos, y en Egipto, Babilonia y Persia, esto no es imposible en absoluto.
Hacia el 492 a. C., el sátrapa de Egipto era ya un hombre llamado Farandates.